# 馬渕直城
馬渕 直城（まぶち なおき、1944年5月8日 - 2011年10月29日）は、日本のフリージャーナリスト。

## 略歴
1944年、東京都生まれ。千葉県立東葛飾高等学校卒業。
1972年、国際基督教大学教養学部社会科学科を卒業し、ベトナム戦争を取材のためインドシナ半島に行く。以後もインドシナ半島での取材を続けた。
2011年10月29日、千葉県白子町のホテルで入浴中に倒れ、病院で死亡が確認された。67歳没。

## 著書
- わたしが見たポル・ポト キリングフィールズを駆けぬけた青春（集英社、ISBN 978-4087753677）